# Koos van den Berg
Jacobus Teunis " Koos " van den Berg (La Haya; 18 de septiembre de 1942 - 21 de abril de 2020) fue un político holandés del Partido Político Reformado (PPC).

## Biografía
Nacido en La Haya, se desempeñó como miembro de la Cámara de Representantes de 1986 a 2002.

## Muerte
El 21 de abril de 2020 a los 77 años, durante la pandemia de coronavirus 2019-2020, van den Berg murió debido a complicaciones de COVID-19.